# دریان، لنکران
دریان (به لاتین: Dıryan) یک منطقهٔ مسکونی در جمهوری آذربایجان است که در شهرستان لنکران واقع شده‌است. دریان ۷۵۸ نفر جمعیت دارد.

## ریشه واژه
دریان در زبان تالشی به صورت Dıryon یا Dırıyuon نوشته می‌شود و به معنی میان دو روستا یا میان دو راه یا میان دو رود است.